# Єрвандідське царство
Єрвандідське царство (вірм. Երվանդունիների թագավորություն) або Айраратське царство Міхран після смерті 323 року до н.е. Олександра Македонського оголосив себе царем Вірменії. 
Намагався розширити володіння цар Єрванд III, але 272 року до н.е. зазнав поразки у війні з селевкідським царем Антіохом II. 260 року до н.е. його було вбито за наказом останнього. З цього часу Айраратське царство визнавало зверхність Селевкідів. 
У 250-х роках цар Аршам намагався використати протистояння серед Селевкідів, щоб стати незалежним. Зумів об'єднати Вірменію, Софену і Коммагену. 240 року до н.е. він навіть оголосив себе вільним від селевкідської залежності, але швидко зазнав поразки від Селевка II, внаслідок чого знову підкорився Селевкідам. Після його смерті володіння було розділено між родичами. 
Наступний цар Ксеркс 228 року до н.е. повстав проти влади Селевкідів, але швидко зазнав поразки й підкорився. Єрванд IV намагався діяти обережно, намагаючись створити антиселевкідський союз з  Понтійським та Капподокійським царствам.

## Історія

### Сатрапія

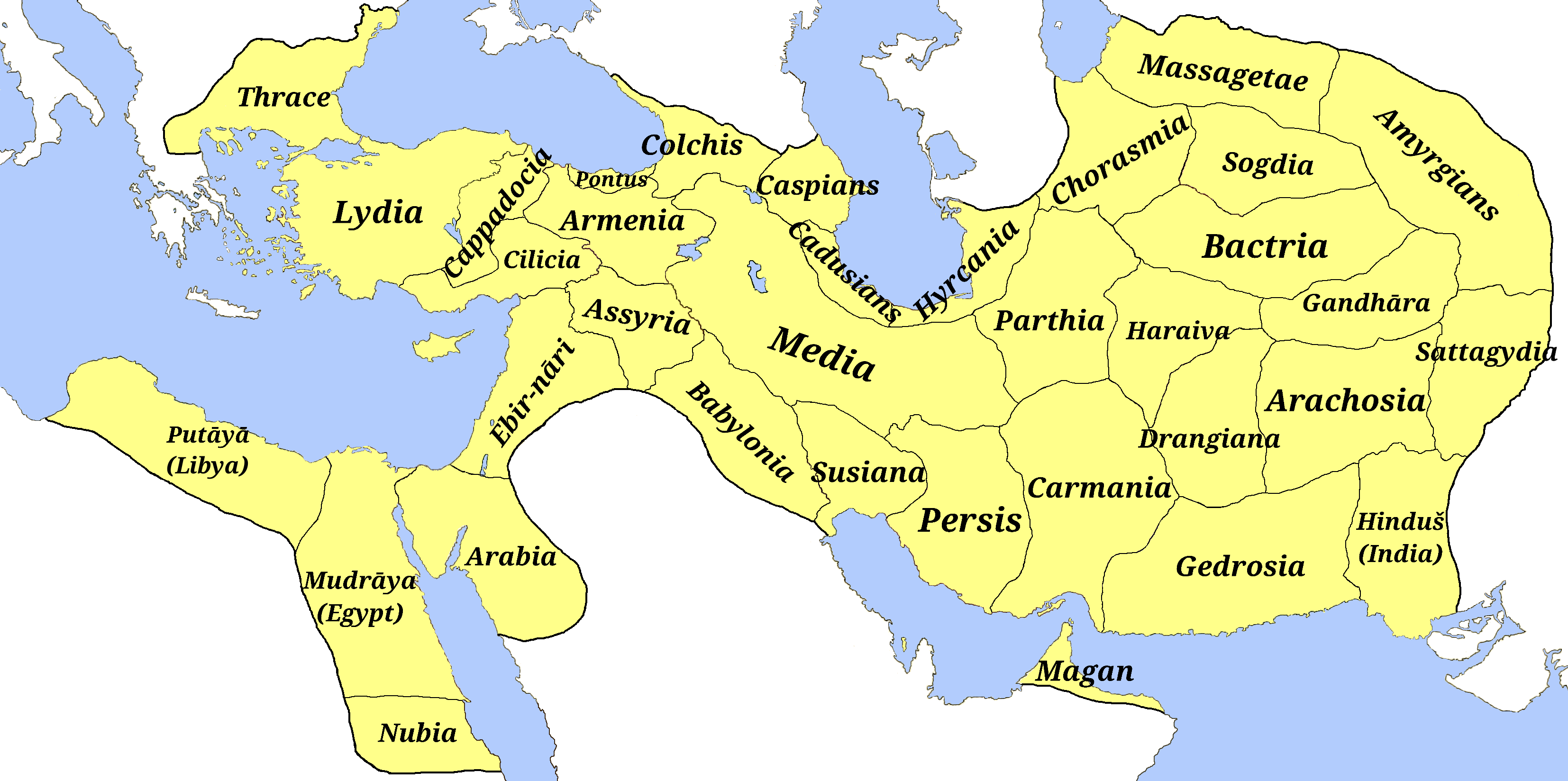
Сатрапія Арміна (Вірменія)

З VII ст. до н.е вірменські племена перебували під владою Мідійського царства. За цим Вірменія увійшла до складу Перського царства. Але вже Дарій I протягом 7 місяців вимушен був придушувати повстання вірмен. 
З 522 року до н.е і до епохи Олександра Македонського Вірменія була частиною Перської імперії. Ця сатрапія носила номер XIII і звалася Арміна. Нею з 522 до 410 рок удо н.е. керували керували представники знатного перського роду, що походив від Гидарна. 
Потім управління сатрапією було передано представнику бактрійського роду Арташиру. Його син Оронт I приєднався до Великого повстання сатрапів. 357 року до н.е. намагався стати незалежним царем, але 355 року до н.е. підкорився Артаксерксу III. Останній 344 року до н.е. поставив на чолі сатрапії свого родича Арташату, що зберігав посаду до 336 року до н.е., коли сатрапом став Оронт II, син Оронта I.

### Утворення
Після битви при Гавгамелах 331 року до н.е. Александр Македонський передав владу у Вірменській сатрапії перському воєначальнику Міхрану. Він визнавав владу Александра Македонського, але це визнання залишалося формальним: Александр сам не проходив через Вірменію. Міхран після смерті 323 року до н.е. Олександра Македонського оголосив себе царем Вірменії. Визнання його таким з боку сусідів відбулося 316 року до н.е. 
Намагався розширити володіння цар Єрванд III, приєднавши до своїх володінь Софену й Коммагену, але 272 року до н.е. зазнав поразки у війні з селевкідським царем Антіохом II. 260 року до н.е. його було вбито за наказом останнього. З цього часу Айраратське царство визнавало зверхність Селевкідів. 
У 250-х роках цар Аршам намагався використати протистояння серед Селевкідів, щоб стати незалежним. Зумів об'єднати Вірменію, Софену і Коммагену. 240 року до н.е. він навіть оголосив себе вільним від селевкідської залежності, але швидко зазнав поразки від Селевка II, внаслідок чого знову підкорився Селевкідам. Після його смерті володіння було розділено між родичами. 
Наступний цар Ксеркс 228 року до н.е. повстав проти влади Селевкідів, але швидко зазнав поразки й підкорився. Єрванд IV намагався діяти обережно, намагаючись створити антиселевкідський союз з  Понтійським та Капподокійським царствам.

### Кінець існування
Айраратське царство було завойоване Антіохом III близько 200 р. до н. е. і згодом приєднане до Софени. Після поразки Антіоха від римлян вірменський правитель (стратег) Арташес I проголосив себе незалежним царем (189 до н. е..). Його царство отримало назву «Великої Вірменії» на противагу розташованої на захід від Євфрату «Малої Вірменії», де правив родич Антіоха Мітрідат.

## Територія

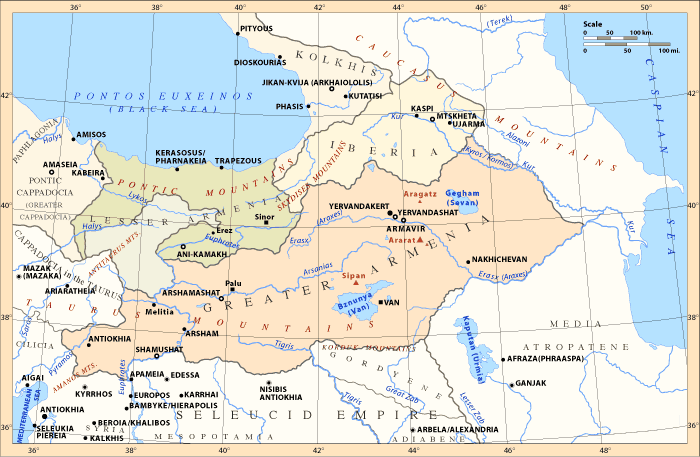
Єрвандідське царство

Столицею царства спочатку було місто Армавір, а потім — Єрвандашат. Низка дослідників вважають східним кордоном держави Айраратським царством озеро Севан, Р. Хьюсен ж, посилаючись на вірменського історика Б. Арутюняна, допускає також можливість поширення кордонів до злиття річок Аракс і Кура.

## Устрій
Цар мав верховну владу, включаючи військові та релігійні повноваження. Система управління включала раду знаті, який, ймовірно, впливав на царя і брав участь у прийнятті важливих рішень. Було створено горцакалутюни (на кшталт римських магистратур), щор відповідали за ключові сфери держави.

## Військо
Структура війська в цілому повторювала військову організацію часів Ахеменідів, складалася з 8 тис. кінноти та 40 тис. піхоти. На чолі війська стояв спарапет.
Зводяться численні фортецю, однією з важливіших з них стає Гарні, яку зводять у III ст. до н.е. на рівнні 1400 м над рівнем моря, на горі Гегам. Столиця Армавір також мав потужні укріплення.

## Економіка

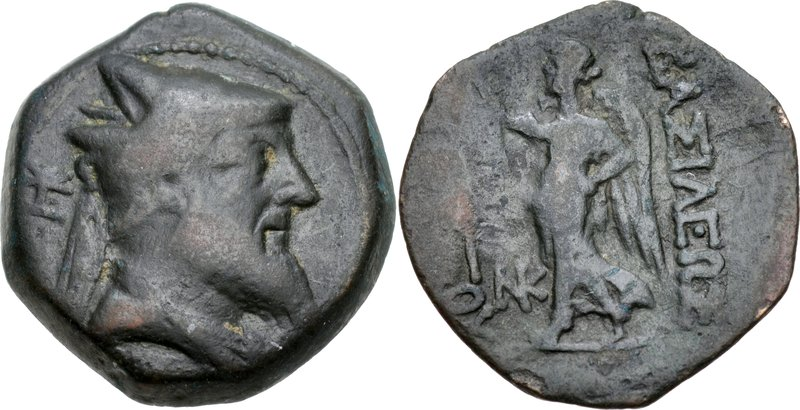
Монета царя Ксеркса

Була аграрною країною з розвиненим скотарством та землеробством. Основними сільськогосподарськими культурами були пшениця та ячмінь. У значній кількості розводили велику рогату худобу. Торгівля переважно здійснювалася з державою Селевкідів, Понтом, Каппадокією, Колхідою.
З часів Ерванда III карбувалася власна монета за зразком селевкідської драхми.

## Культура
За часів Ахеменідів знать зазнала істотної культурної іранізації. Панівною релігією був зороастризм при збереженні традицій і деяких вірувань вірменського поганства.
Сильний вплив офіційного стилю Ахеменідів на місцеву художню традицію представлено багатьма прикладами матеріальної культури VI–IV ст. до н.е. Прикладом є архітектурний симбіоз, що виник при розбудові пам'яток епохи Урарту в Еребуні, Алтин-Тепе та Аргіштихінілі на основі типології ахеменідських палаців. Аналогічні художні процеси іранізації відбувалися у торевтиці та ювелірному мистецтві.
Містобудування набуло більших масштабів особливо в провінції Айрарат під час правління Єрванда IV
У III ст. до н.е. було засновано релігійний центр Багаран. Великі бронзові статуї в грецькому стилі богів — Арамазда, Анаіти і Ваагна були привезені туди і встановлені в храмах, присвячених їм. Цар Євранд IV наказав створити святиню в Армавірі: присвячену Митрі золоту статую чотирьох коней, що тягнуть колісницю з Мітрою як богом Сонця.